# Senglea Athletic
Senglea Athletic Football Club is een in 1943 opgerichte Maltese voetbalclub uit de plaats Senglea. Het speelt zijn thuiswedstrijden in het Ta'Qali Stadium.
Eenmaal wist Senglea Athletic de finale van de FA Trophy (de Beker van Malta) te halen, in 1981 was Floriana FC de tegenstander en ze verloren de wedstrijd met 1-2.

## Erelijst
- Beker van Malta : Finalist in 1981

Fgura United · 
Gudja United FC ·
Lija Athletic · 
Marsa FC ·
Mgarr United FC · 
Mtarfa FC ·
Pietà Hotspurs · 
St. Lucia · 
Senglea Athletic FC ·
Sirens FC ·
St. Andrews ·
Swieqi United ·
Tarxien Rainbows ·
Valletta FC ·
Żebbuġ Rangers ·
Zurrieq FC